# Georg Christoph Gottlieb von Bemmel I
Pour les articles homonymes, voir von Bemmel.
Cet article possède un paronyme, voir Georg Christoph Gottlieb von Bemmel II.
Georg Christoph Gottlieb von Bemmel I (Nuremberg, 1738 — Nuremberg, 1794) est un graveur et peintre allemand.
Il est le père du peintre, graveur et musicien Georg Christoph Gottlieb von Bemmel II et appartient à une « dynastie de peintres bavarois ».

## Biographie

### Jeunesse et formation
Georg Christoph Gottlieb von Bemmel naît à Nuremberg en juillet 1738. Il est le fils aîné de Johann Noah von Bemmel (1716-1758), qui est le petit-fils de Willem van Bemmel (1630-1708), peintre et graveur néerlandais important ayant terminé sa vie à Nuremberg et initié une « dynastie de peintres bavarois »,,.
Son père lui enseigne la peinture, tandis que le graveur Georg Martin Preissler lui enseigne le dessin. En 1755, il entre à l'Académie des beaux-arts de Nuremberg, où il étudie la peinture auprès de Johann Daniel Preissler,,.

### Carrière
Georg Christoph Gottlieb von Bemmel se marie le 22 août 1764 avec Theodora Sommerauer (1737-1809). Ils ont cinq enfants, mais seul Georg Christoph Gottlieb, qui deviendra peintre, a survécu.
Depuis la mort de son père en 1758, il acquiert une renommée comme portraitiste indépendant, où il a fait le portrait de « la plupart des familles les plus distinguées et les plus respectées » de l'époque,,. Il peint aussi par la suite des scènes de bataille et des vues de Nuremberg à la gouache. Il peint aussi, « avec moins d'habileté », des prospectus nurembergeois. Également graveur, il réalise à l'eau-forte ces prospectus, qui représentent des ouvrages de fortification de Nuremberg,. Georg Wolfgang Panzer mentionne un portrait de Georg Christoph Gottlieb von Bemmel I.
Parallèlement à sa carrière artistique, Bemmel mène des études de sciences politiques, de généalogie et d'héraldique,.
Georg Christoph Gottlieb von Bemmel meurt à Nuremberg en février 1794 et est enterré le 7 à Johannisfriedhof,.

## Œuvre

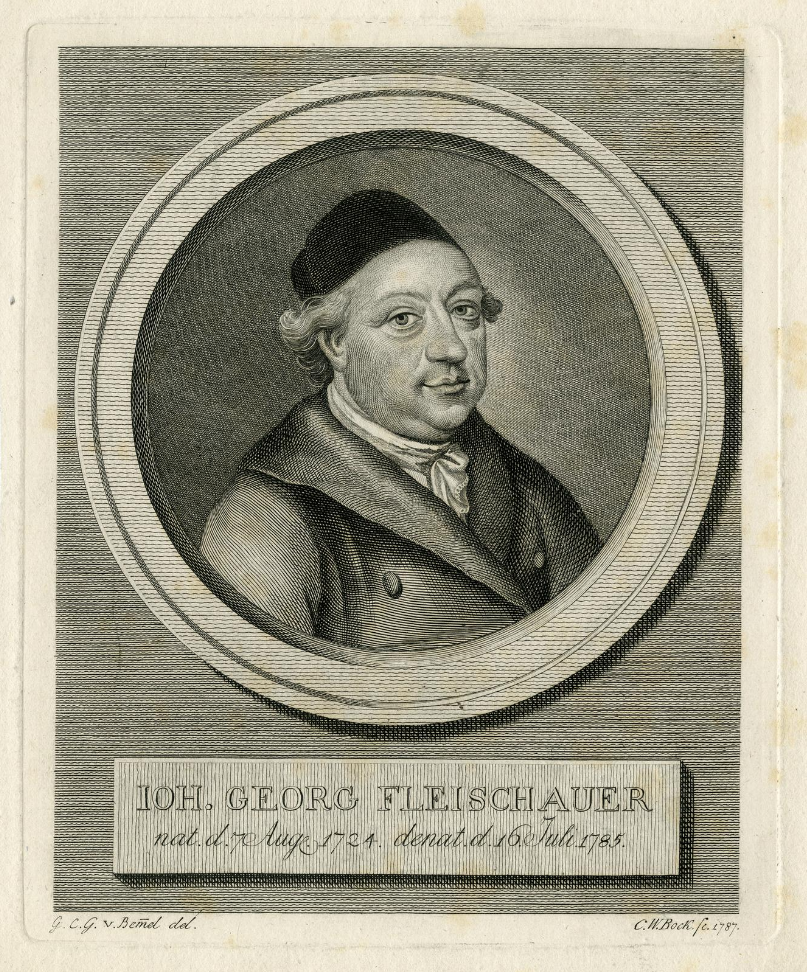
Portrait de Johann Georg Fleischauer, gravure de Christoph Wilhelm Bock d'après un dessin de Georg Christoph Gottlieb von Bemmel (1787, British Museum).

Les œuvres de Georg Christoph Gottlieb von Bemmel sont conservées en :
- Allemagne
  - Musée du château de Tucher (de), Simmelsdorf[8]
  - Germanisches Nationalmuseum, Nuremberg[8],[9]
  - Musée du châteua, Weimar[8]